# Трамвай Йокері
Трамвай Йокері або Лінія 15 (фін. Raide-Jokeri, швед. Spårjokern) — лінія штадтбану, завдовжки 25 км, що сполучає Кейланіемі в Еспоо та Ітякескус в Гельсінкі, Фінляндія.
Будівництво розпочато в червні 2019 року
,
а лінія почала працювати в жовтні 2023 року
,
приблизно на 10 місяців раніше початкового графіка.

Наприкінці 2023 року ця лінія замінила магістральну автобусну лінію 550, найзавантаженішу автобусну службу в мережі громадського транспорту регіонального транспортного управління Гельсінкі.

## Історія

### Передмова
«Магістральна автобусна лінія» 550, яка раніше називалася Jokeri («Jokeri» від Joukkoliikenteen kehämäinen raide investointi — «Інвестиція в кругову залізницю для громадського транспорту»), була перетворена на легку залізницю.
Міські ради Гельсінкі та Еспоо схвалили проєкт будівництва в червні 2016 року

після того, як уряд Фінляндії вирішив взяти участь у фінансуванні будівництва.
Попередньо було заплановано, що залізнична лінія буде відкрита у 2021 році.

Будівництво 25-кілометрової лінії легкорейкового транспорту без рухомого складу та депо коштувало 274 мільйони євро станом на червень 2016 року. Рухомий склад та депо додатково коштували до 95 та 65 мільйонів євро відповідно.

Маршрут 550 спочатку задуманий як лінія легкорейкового транспорту в 1990 році, але реалізований як автобусна лінія лише у 2003 році. Загальні плани перетворення перевантаженої автобусної лінії на легку залізницю були вперше опубліковані у 2009 році, але рішення про початок будівництва прийнято лише у червні 2016 року після багатьох затримок.

Муніципалітет Еспоо розмістив західну кінцеву станцію лінії в Кейланіемі замість Тапіоли.
Тапіолу тепер обслуговують станції Гельсінського метрополітену Університет Аалто та Кейланіемі.
Попередня автобусна лінія 550 була круговим маршрутом довжиною 25 км, який проходив приблизно паралельно внутрішній кільцевій дорозі навколо Гельсінкі (кільце I). 550 прямував від Ітякескуса на сході до Тапіоли на заході, та мав пересадки на мережу приміської залізниці в Оулункюля, Хуопалахті, Пітяянмякі та Леппяваара, а також з метро — Ітякескус та Тапіола.
Трамвай Йокері є значним етапом розвитком трамвайної мережі Гельсінкі.
Маршрут розташований повністю за межами чинної мережі, оточуючи її; довжина маршруту становить велику частку від загальної довжини мережі, а лінія побудована відповідно до сучасних стандартів легкої залізниці (на відміну від відносно застарілої системи вуличного трамвая).
Проте нова лінія технічно сумісна з наявною мережею (ширина колії — 1000 мм, низькі платформи).
Пряма інтеграція з метро Гельсінкі (широка колія, високі платформи, планова робота без водіїв) вивчалася у 2003 році, але визнана недоцільною.

### Будівництво
Будівництво лінії офіційно розпочалося в червні 2019 року.

Будівництво тривало з випередженням графіка, а тестові запуски були завершені у 2022 — червні 2023 року.

Регулярне обслуговування розпочато в жовтні 2023 року,

раніше початкової цільової дати 2024 року.

## Послуги

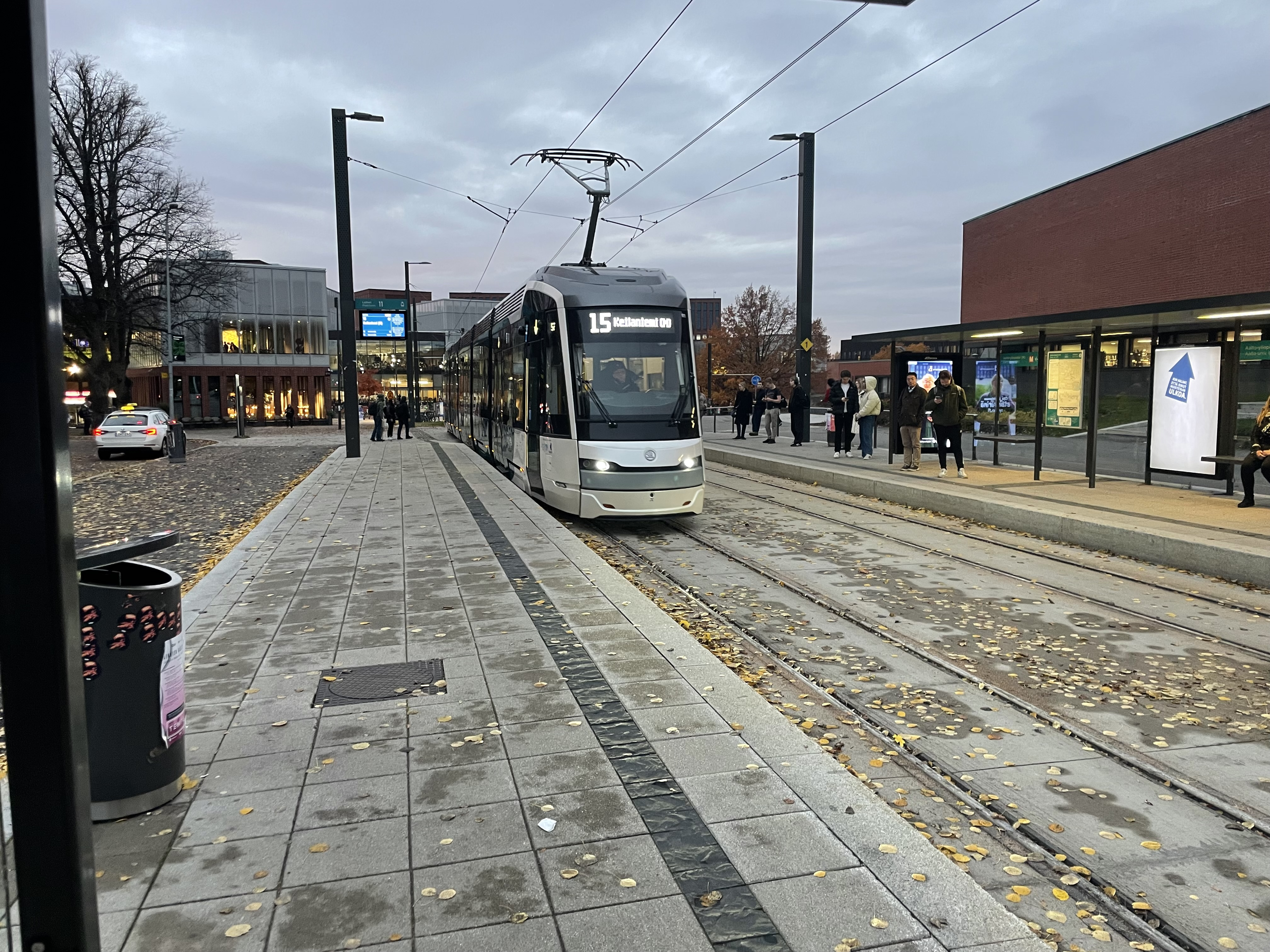
Трамвай 15 на зупинці Аалто-іліопісто

Послуги на трамвайній лінії 15 розпочалися 21 жовтня 2023 року.

Спочатку трамвай курсував кожні 12 хвилин (5 рейсів/годину).
1 грудня 2023 року частоту було збільшено до 6 рейсів/годину.
З 4 березня 2024 року інтервал склав 8 хвилин (7,5 рейсів/годину).
З літа 2024 року цілодобову частоту збільшено до 8 рейсів/годину, до 10 рейсів/годину в години пік.

Лінію обслуговує міський транспорт Гельсінкі, хоча пізніше планується передати її комерційній організації.

## Рухомий склад
Загалом для лінії замовлено 29 двонаправлених трамваїв Škoda Artic X54.
Модель, також відома як Artic XL, заснована на моделі Škoda Artic, спочатку розробленій для трамвайної мережі Гельсінкі, і також буде використовуватися на лініях Коронні мости.
Усі трамваї базуються у трамвайному депо Ройхупельто, яке побудоване поруч із депо метро Ройхупельто, яке використовується метрополітеном Гельсінкі.